# Paul Fassin
Paul Fassin (Gent, 23 november 1892 - 26 januari 1949) was een Belgisch syndicalist voor het ABVV.

## Levensloop
Hij militeerde reeds op jonge leeftijd in de socialistische beweging en werd in 1914 secretaris van de Centrale der Fabrieksarbeiders (CFW) te Gent. In 1919 werd hij Vlaams propagandist van deze vakcentrale. Na de fusie van de CFW met de Centrale van Bouw en Hout tot de Algemene Centrale der Bouw- en Ameublementarbeiders en der Gemengde Vakken van België (ACBAGVB), werd hij nationaal secretaris van deze vakcentrale. Op 1 december 1946 werd hij in opvolging van Emile Gryson voorzitter van de ACBAGVB, zelf werd hij in deze hoedanigheid opgevolgd door Isidore Smets.